# Smilax ornata
Smilax ornata es una planta de guía perenne, con tallos espinosos que es nativa de México y América Central. Los nombres comunes incluyen zarzaparrilla, zarzaparrilla hondureña, y zarzaparrilla jamaicana. Su nombre en español, zarzaparrilla, se deriva de las palabras zarza (de la palabra vasca sartzia), y parrilla, que significa "pequeña vid de uva".

## Usos

### Comida
Smilax ornata se usa como base para un refresco frecuentemente llamado zarzaparrilla. También es un ingrediente principal en la cerveza de raíz de estilo antiguo, junto con sassafras, que estaba más disponible antes de los estudios de sus riesgos potenciales para la salud.

### Medicina tradicional
Los indígenas americanos consideraban a Smilax ornata como una planta medicinal, y era un tratamiento europeo popular para la sífilis cuando se introdujo desde el Nuevo Mundo. Desde 1820 hasta 1910, se registró en la Farmacopea de EE. UU. como un tratamiento para la sífilis. 

## Galería

Triterpeno, un constituyente de la zarzaparrilla.
Sarsaparillosida, un constituyente de la zarzaparrilla.
Zarzaparrilla R1
Zarzaparrilla R2
Parillina, un constituyente de la zarzaparrilla.